# The Return (roman)
The Return (Întoarcerea) este un roman științifico-fantastic din 2000 scris de Buzz Aldrin și John Barnes. Cartea detaliază o relatare fictivă despre viitorul călătoriilor în spațiu, în special turismul spațial. Deși are loc în viitorul apropiat, acum pare oarecum învechit, deoarece evenimentele care au avut loc la scurt timp după lansare, cum ar fi dezastrul navei Columbia și progresele recente din turismul spațial, cum ar fi SpaceShipOne și Virgin Galactic, nu sunt incluse. Majoritatea corporațiilor din roman au nume fictive; cu toate acestea, este adesea destul de clar că acestea sunt referințe la corporații reale precum Boeing, Lockheed Martin și Nike. În general, cartea susține puternic opinia că turismul este necesar pentru a conduce industria spațială.

## Rezumat
Cartea începe prin a detalia o corporație care lucrează pentru a trimite oamenii în spațiu rezervându-le locuri libere în zborurile navetei spațiale Space Shuttle. Al treilea astfel de zbor se pregătește de lansare, transportând în spațiu jucătorul de baschet retras MJ (un personaj care seamănă foarte mult cu Michael Jordan).
Cu toate acestea, în timpul zborului ceva nu merge bine și MJ și un specialist în misiune mor, în timp ce restul echipajului este forțat să facă o aterizare de urgență. Inițial, aproape toată lumea din industria spațială este dat în judecată pentru moartea lui MJ, deși la majoritatea acuzațiilor se renunță ulterior când se descoperă că explozia a fost rezultatul unei încercări a chinezilor de a doborî naveta spațială. China este, de asemenea, responsabilă pentru o armă nucleară de mare altitudine pe care Pakistanul a lansat-o. Scopul acestei bombe a fost să distrugă actuala rețea de sateliți, aparent într-o încercare de a profita de noua lor prezență în explorarea spațiului. Bomba lasă și Stația Spațială Internațională grav avariată.
Restul cărții relatează o încercare îndrăzneață de salvare a celor aflați încă la bordul SSI, folosind în mare parte vehicule prototip teoretice. Salvarea este un succes, iar întregul echipaj se întoarce ca eroi.